# 12169 Munsterman
12169 Munsterman eller 2031 T-3 är en asteroid i huvudbältet som upptäcktes den 16 oktober 1977 av den nederländsk-amerikanske astronomen Tom Gehrels och det nederländska astronomparet Ingrid van Houten-Groeneveld och Cornelis Johannes van Houten vid Palomarobservatoriet. Den är uppkallad efter amatörastronomen Henk Munsterman.
Asteroiden har en diameter på ungefär 2 kilometer.